# Seznam sebevražd v nacistickém Německu

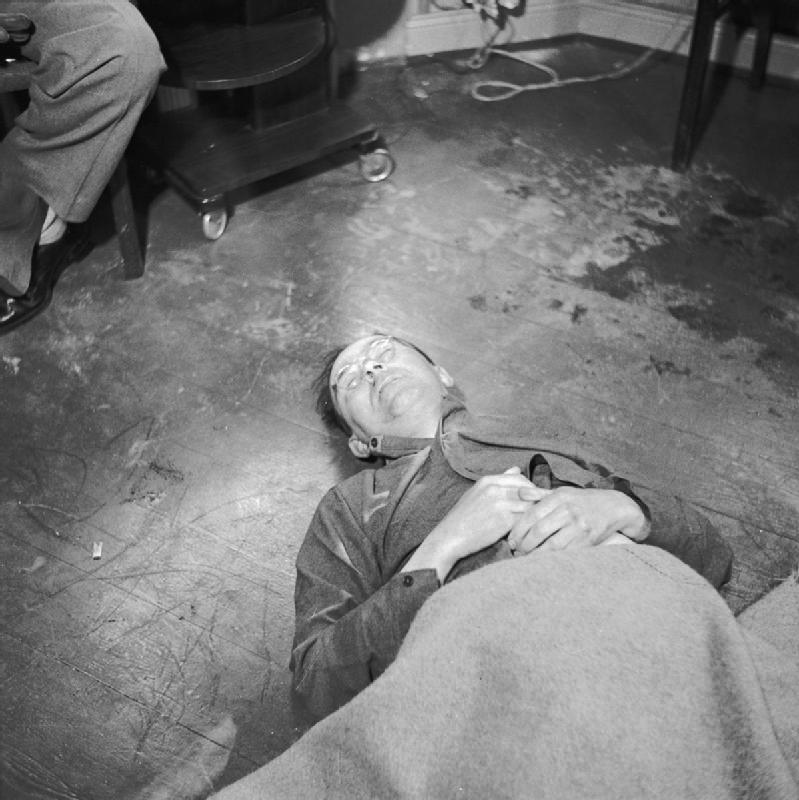
Himmlerova mrtvola – spáchal sebevraždu kyanidem ve spojenecké vazbě (1945)

Toto je seznam sebevražd v nacistickém Německu. V posledních dnech druhé světové války spáchalo sebevraždu mnoho prominentních nacistů, jejich stoupenců či příslušníků ozbrojených sil. Jiní spáchali sebevraždu v zajetí. Mezi sebevrahy patří 8 ze 41 regionálních lídrů NSDAP, kteří zastávali funkci v letech 1926–1945, 7 ze 47 vyšších představitelů SS a policie, 53 z 554 armádních generálů, 14 z 98 generálů Luftwaffe, 11 z 53 admirálů Kriegsmarine a neznámý počet nižších úředníků.
V mnoha případech nacisté spáchali sebevraždu i se svou ženou a dětmi, což byl druh společné sebevraždy. Existují také pozoruhodné sebevražedné pokusy, například případ Ludwiga Becka.
K sebevraždám došlo v Německu, pokud není uvedeno jinak.
|   | Osoba byla členem nacistické strany                                 |
| † | Osoba spáchala sebevraždu ve vazbě                                  |
| * | Osoba spáchala sebevraždu i se svou manželkou (společná sebevražda) |
|   | Účastník atentátu na Hitlera z 20. července 1944                    |

| Osobnost                             | Metoda sebevraždy     | Místo sebevraždy           | Datum sebevraždy   | Věk              |
| ------------------------------------ | --------------------- | -------------------------- | ------------------ | ---------------- |
| Alwin-Broder Albrecht                |                       | Berlín                     | 1. května 1945     | 41 let a 225 dní |
| Friedrich Alpers                     |                       | Mons, Belgie               | 3. září 1944       | 43 let a 162 dní |
| Günther Angern                       |                       | Stalingrad, Sovětský svaz  | 2. února 1943      | 49 let a 334 dní |
| Karl Astel                           | Střelná zbraň         | Jena                       | 3. dubna 1945      | 47 let a 36 dní  |
| Georg Bachmayer*                     | Střelná zbraň         | Münzbach, Rakousko         | 8. května 1945     | 31 let a 269 dní |
| Konrad Barde                         |                       | Traunstein                 | 4. května 1945     | 47 let a 172 dní |
| Erich Bärenfänger*                   |                       | Berlín                     | 2. května 1945     | 30 let a 110 dní |
| Karl Becker                          |                       | Berlín                     | 8. dubna 1940      | 60 let a 207 dní |
| Walther Bierkamp                     |                       | Scharbeutz                 | 15. května 1945    | 43 let a 149 dní |
| Albrecht von Blumenthal*             | Střelná zbraň         | Marburg                    | 28. března 1945    | 55 let a 230 dní |
| Erpo Freiherr von Bodenhausen        |                       | Grobiņa, Sovětský svaz     | 9. května 1945     | 48 let a 27 dní  |
| Franz von Bodmann†                   |                       | Rakousko                   | 25. května 1945    | 37 let a 63 dní  |
| Martin Bormann                       | Otrava kyanidy        | Berlín                     | 2. května 1945     | 44 let a 319 dní |
| Philipp Bouhler†                     | Otrava kyanidy        | Altaussee, Rakousko        | 19. května 1945    | 45 let a 250 dní |
| Fritz Bracht*                        | Otrava kyanidy        | Kudowa-Zdrój, Polsko       | 9. května 1945     | 46 let a 111 dní |
| Franz Budka                          | Střelná zbraň         | Breslau, Polsko            | 6. května 1945     | 24 let a 261 dní |
| Erwin Bumke                          |                       | Lipsko                     | 20. dubna 1945     | 70 let a 287 dní |
| Heinrich Burchard                    |                       | Lübtheen                   | 11. dubna 1945     | 50 let a 188 dní |
| Wilhelm Burgdorf                     | Střelná zbraň         | Berlín                     | 2. května 1945     | 50 let a 76 dní  |
| Friedrich-Wilhelm von Chappuis       | Střelná zbraň         | Magdeburg                  | 27. srpna 1942     | 55 let a 348 dní |
| Hans Collani                         |                       | Narva, Sovětský svaz       | 29. července 1944  | 36 let a 167 dní |
| Leonardo Conti†                      | Oběšení               | Nuremberg                  | 6. října 1945      | 45 let a 43 dní  |
| Max de Crinis*                       | Otrava kyanidy        | Stahnsdorf                 | 2. května 1945     | 55 let a 338 dní |
| Theodor Dannecker†                   |                       | Bad Tölz                   | 10. prosince 1945  | 32 let a 258 dní |
| Karl Decker                          |                       | Braunschweig               | 21. dubna 1945     | 47 let a 142 dní |
| Julius Dettmann†                     |                       | Nizozemsko                 | 31. července 1945  | 51 let a 189 dní |
| Erwin Ding-Schuler†                  |                       | Freising                   | 11. srpna 1945     | 32 let a 326 dní |
| Walter Dönicke                       | Otrava kyanidy        | Lipsko                     | 19. dubna 1945     | 45 let a 266 dní |
| Friedrich Dollmann                   | Jed                   | Francie                    | 28. června 1944    | 62 let a 147 dní |
| Otto-Heinrich Drechsler†             |                       | Lübeck                     | 5. května 1945     | 50 let a 34 dní  |
| Joachim Albrecht Eggeling            | Střelná zbraň         | Halle                      | 15. dubna 1945     | 60 let a 136 dní |
| Heinrich Fehlis                      | Střelná zbraň         | Porsgrunn, Norsko          | 11. května 1945    | 38 let a 191 dní |
| Walter Frank                         |                       | Braunschweig               | 9. května 1945     | 40 let a 86 dní  |
| Oswald Freisler                      |                       | Berlín                     | 4. března 1939     | 43 let a 65 dní  |
| Fritz Freitag†                       | Střelná zbraň         | Štýrský Hradec, Rakousko   | 10. května 1945    | 51 let a 12 dní  |
| Alfred Freyberg*                     | Otrava kyanidy        | Lipsko                     | 18. dubna 1945     | 52 let a 280 dní |
| Wessel Freytag von Loringhoven       |                       | Mauerwald                  | 26. července 1944  | 44 let a 259 dní |
| Hans-Georg von Friedeburg†           | Otrava kyanidy        | Flensburg                  | 23. května 1945    | 49 let a 312 dní |
| Wolfgang Fürstner                    | Střelná zbraň         | Berlín                     | 19. srpna 1936     | 40 let a 137 dní |
| Robert van Genechten                 | Oběšení               | Scheveningen, Nizozemsko   | 13. prosince 1945  | 50 let a 49 dní  |
| Kurt Gerstein†                       |                       | Paříž, Francie             | 25. července 1945  | 39 let a 348 dní |
| Paul Giesler*                        | Střelná zbraň         | Berchtesgaden              | 8. května 1945     | 49 let a 327 dní |
| Werner von Gilsa                     |                       | Litoměřice, Československo | 8. května 1945     | 56 let a 65 dní  |
| Odilo Globocnik†                     | Otrava kyanidy        | Paternion, Rakousko        | 31. května 1945    | 41 let a 40 dní  |
| Richard Glücks                       | Otrava kyanidy        | Flensburg                  | 10. května 1945    | 56 let a 18 dní  |
| Joseph Goebbels*                     | Střelná zbraň         | Berlín                     | 1. května 1945     | 47 let a 184 dní |
| Magda Goebbels*                      | Střelná zbraň         | Berlín                     | 1. května 1945     | 43 let a 181 dní |
| Hermann Göring†                      | Otrava kyanidy        | Nuremberg                  | 15. října 1946     | 53 let a 276 dní |
| Curt von Gottberg†                   |                       | Flensburg                  | 31. května 1945    | 49 let a 109 dní |
| Ernst-Robert Grawitz*                | Ruční granát          | Postupim                   | 24. dubna 1945     | 45 let a 320 dní |
| Robert Ritter von Greim†             | Otrava kyanidy        | Salcburk, Rakousko         | 24. května 1945    | 52 let a 336 dní |
| Walter Gross                         |                       | Berlín                     | 25. dubna 1945     | 40 let a 186 dní |
| Rolf Günther†                        | Otrava kyanidy        | Ebensee, Rakousko          | srpen 1945         | 32 let           |
| Joachim Hamann                       |                       |                            | 13. července 1945  | 32 let a 56 dní  |
| Konrad Henlein†                      | Podřezání zápěstí     | Plzeň, Československo      | 10. května 1945    | 47 let a 4 dny   |
| Walther Hewel                        | Střelná zbraň         | Berlín                     | 2. května 1945     | 41 let a 120 dní |
| Heinz Heydrich                       | Střelná zbraň         | Polsko                     | 19. listopadu 1944 | 39 let a 51 dní  |
| Heinrich Himmler†                    | Otrava kyanidy        | Lüneburg                   | 23. května 1945    | 44 let a 228 dní |
| Paul Hinkler                         | Otrava kyanidy        | Nißmitz                    | 13. dubna 1945     | 52 let a 292 dní |
| August Hirt                          | Střelná zbraň         | Schluchsee                 | 2. června 1945     | 47 let a 35 dní  |
| Adolf Hitler*                        | Střelná zbraň         | Berlín                     | 30. dubna 1945     | 56 let a 10 dní  |
| Eva Braunová*                        | Otrava kyanidy        | Berlín                     | 30. dubna 1945     | 33 let a 83 dní  |
| Arno Jahr                            | Střelná zbraň         | Podgornoye, Sovětský svaz  | 21. ledna 1943     | 52 let a 49 dní  |
| Hans Jeschonnek                      | Střelná zbraň         | Rastenburg                 | 18. srpna 1943     | 44 let a 131 dní |
| Hugo Jury                            | Střelná zbraň         | Zwettl, Rakousko           | 8. května 1945     | 57 let a 299 dní |
| Manfred Freiherr von Killinger       |                       | Bukurešť, Rumunsko         | 2. září 1944       | 58 let a 50 dní  |
| Eberhard Kinzel†                     |                       | Flensburg                  | 23. května 1945    | 47 let a 217 dní |
| Matthias Kleinheisterkamp†           |                       | Halbe                      | 29. dubna 1945     | 51 let a 281 dní |
| Günther von Kluge                    | Otrava kyanidy        | Mety, Francie              | 17. srpna 1944     | 61 let a 292 dní |
| Arthur Kobus                         |                       | Berlín                     | dubna 1945         | 66 let           |
| Hans Krebs                           | Střelná zbraň         | Berlín                     | 2. května 1945     | 47 let a 59 dní  |
| Friedrich-Wilhelm Krüger             | Střelná zbraň         | Eggelsberg, Rakousko       | 10. května 1945    | 51 let a 2 dny   |
| Walter Krüger                        |                       | Litva                      | 22. května 1945    | 55 let a 84 dní  |
| Hans Langsdorff                      | Střelná zbraň         | Buenos Aires, Argentina    | 20. prosince 1939  | 45 let a 275 dní |
| Robert Ley†                          | Oběšení               | Nuremberg                  | 25. října 1945     | 55 let a 252 dní |
| Alfred Meyer                         |                       | Hessisch Oldendorf         | 11. dubna 1945     | 53 let a 188 dní |
| Emil Heinrich Meyer                  |                       | Berlín                     | 9. května 1945     | 59 let a 3 dny   |
| Walter Model                         | Střelná zbraň         | Duisburg                   | 21. dubna 1945     | 54 let a 87 dní  |
| Ludwig Müller                        |                       | Berlín                     | 31. července 1945  | 62 let a 38 dní  |
| Wilhelm Murr†                        | Otrava kyanidy        | Vorarlbersko, Rakousko     | 14. května 1945    | 56 let a 149 dní |
| Hans-Ulrich von Oertzen              | Ruční granát          | Berlín                     | 21. července 1944  | 29 let a 137 dní |
| Heinrich Petersen                    |                       | Československo             | 9. května 1945     | 41 let a 39 dní  |
| Hans Pfundtner*                      |                       | Berlín                     | 25. dubna 1945     | 63 let a 284 dní |
| Hans-Adolf Prützmann†                | Otrava kyanidy        | Lüneburg                   | 21. května 1945    | 43 let a 263 dní |
| Carl von Pückler-Burghauss           | Střelná zbraň         | Čimelice, Československo   | 13. května 1945    | 58 let a 218 dní |
| Rudolf Querner†                      |                       | Magdeburg                  | 27. května 1945    | 51 let a 351 dní |
| Otto Rahn                            | Umrznutí              | Tyrolsko, Rakousko         | 13. března 1939    | 35 let a 23 dní  |
| Wilhelm Rediess                      | Střelná zbraň         | Oslo, Norsko               | 8. května 1945     | 44 let a 210 dní |
| Hans Albin Freiherr von Reitzenstein |                       | Sovětský svaz              | 30. listopadu 1943 | 32 let a 271 dní |
| Heinz Roch                           |                       | Trondheim, Norsko          | 10. května 1945    | 40 let a 113 dní |
| Arthur Rödl                          | Ruční granát          | Štětín                     | 5. dubna 1945      | 46 let a 296 dní |
| Erwin Rommel                         | Otrava kyanidy        | Herrlingen                 | 14. října 1944     | 52 let a 334 dní |
| Meinoud Rost van Tonningen           | Skok z výšky          | Scheveningen, Nizozemsko   | 6. června 1945     | 51 let a 107 dní |
| Joachim Rumohr                       |                       | Budapešť, Maďarsko         | 11. února 1945     | 34 let a 179 dní |
| Bernhard Rust                        |                       | Nübel                      | 8. května 1945     | 61 let a 220 dní |
| Franz Schädle                        | Střelná zbraň         | Berlín                     | 1. května 1945     | 38 let a 163 dní |
| Hans Schleif*                        |                       | Berlín                     | 27. dubna 1945     | 43 let a 63 dní  |
| Fritz Schmidt                        | Pád z vlaku           | Chartres, Francie          | 20. června 1943    | 39 let a 213 dní |
| Gustav Schmidt                       |                       | Bělgorod, Sovětský svaz    | 7. srpna 1943      | 50 let a 105 dní |
| Georg Scholze                        | Střelná zbraň         | Berlín                     | 23. dubna 1945     | 47 let a 245 dní |
| Otto von Schrader†                   |                       | Bergen, Norsko             | 19. července 1945  | 57 let a 123 dní |
| Werner Schrader                      | Střelná zbraň         | Zossen                     | 28. července 1944  | 49 let a 143 dní |
| Hans Schwedler                       |                       | Hechendorf                 | 2. května 1945     | 66 let a 197 dní |
| Heinrich Seetzen†                    | Otrava kyanidy        | Blankenese                 | 28. září 1945      | 39 let a 98 dní  |
| Gustav Simon†                        | Oběšení               | Paderborn                  | 18. prosince 1945  | 45 let a 138 dní |
| Jakob Sprenger*                      | Jed                   | Kössen, Rakousko           | 7. května 1945     | 60 let a 287 dní |
| Karl Steubl†                         |                       | Linec, Austria             | 21. září 1945      | 34 let a 331 dní |
| Ludwig Stumpfegger                   | Otrava kyanidy        | Berlín                     | 2. května 1945     | 34 let a 295 dní |
| Otto Telschow†                       | Podřezání zápěstí     | Lüneburg                   | 31. května 1945    | 69 let a 93 dní  |
| Josef Terboven                       | Dynamit               | Asker, Norsko              | 8. května 1945     | 46 let a 350 dní |
| Heinz Thilo†                         |                       | Vrchlabí, Československo   | 13. května 1945    | 33 let a 217 dní |
| Henning von Tresckow                 | Ruční granát          | Królowy Most, Polsko       | 21. července 1944  | 43 let a 193 dní |
| Ernst Udet                           | Střelná zbraň         | Berlín                     | 17. listopadu 1941 | 45 let a 205 dní |
| Eduard Wagner                        | Střelná zbraň         | Zossen                     | 23. července 1944  | 50 let a 113 dní |
| Ernst Weiner†                        | Střelná zbraň         | Norsko                     | 17. prosince 1945  | 31–32 let        |
| Josef Weinheber                      | Předávkování morfinem | Kirchstetten, Rakousko     | 8. dubna 1945      | 53 let a 30 dní  |
| Jakob Weiseborn                      | Jed                   | Flossenbürg                | 20. ledna 1939     | 46 let a 304 dní |
| Eduard Wirths†                       | Oběšení               | Hövelhof                   | 20. září 1945      | 36 let a 16 dní  |
| Karl Zech                            |                       | Altenburg                  | 1. dubna 1944      | 52 let a 55 dní  |
| Peter Zschech                        | Střelná zbraň         | Azory, Atlantský oceán     | 24. října 1943     | 25 let a 6 dní   |